# Jackson County, Mississippi
Jackson County är ett administrativt område i delstaten Mississippi, USA, med 139 668 invånare. Den administrativa huvudorten (county seat) är Pascagoula. 
Countyt har fått sitt namn efter general Andrew Jackson som var USA:s sjunde president 1829-1837 som hade besegrat britterna i slaget vid New Orleans den 8 januari 1815.

## Geografi
Enligt United States Census Bureau så har countyt en total area på 2 702 km². 1 883 km² av den arean är land och 819 km² är vatten. 

### Angränsande countyn
- George County - nord
- Mobile County, Alabama - öst
- Harrison County - väst
- Stone County - nordväst